# تستمر الحياة (أغنية)
تستمرُ الحياة أو لايف قوز أون (بالإنجليزية: Life Goes On)‏ هي أغنية للفرقة الكورية الجنوبية بي تي أس أُصدرت في 20 نوفمبر 2020 بواسطة بيغ هيت إنترتينمنت وكولومبيا للتسجيلات. «لايف قوز أون» هي الأغنية الرئيسية لألبوم الاستديو الكوري الخامس لبي تي أس بعنوان BE.
ترسّمت «لايف قوز أون» في المركز الأول في مخطط بيلبورد هوت 100 مُصبحةً بذلك ثالث أغنية لبي تي أس تتصدر ذلك المخطط في الولايات المتحدة وأول أغنية غير أنجليزية وباللغة الكورية تحتل المركز الأول في تاريخ المخطط بالكامل.

## الخلفية
بي تي أس بدأوا بالعمل على ألبوم جديد قادم لهم وذلك بعد تأجيل جولتهم العالمية Map of the Soul Tour بسبب جائحة كورونا. بيغ هيت أعلنت عن الألبوم رسمياً في 27 سبتمبر 2020 قائلةً أن "الألبوم يحمل رسالة أمل وشفاء للعالم بإعلانه، حتى في مواجهتنا لهذا الواقع الجديد، حياتنا ستستمر". تم الإعلان عن كون «لايف قوز أون» هي الأغنية الرئيسية في الألبوم في 30 أكتوبر. جيهوب تكلّم عن إنشاء الأغنية: 
لقد بدأنا في هذا الألبوم باجتماعنا مع بعضنا ثم تسائلنا، ماهي القصة التي نريد أن نرويها؟ نهاية ذلك النقاش كانت «حسناً، انظروا، لا يزال علينا أن نستمر بالعيش ونكمل حياتنا حتى في هذا الوضع، لا يمكننا أن نستسلم». ومن هناك، وُلد العنوان «تستمر الحياة». ثم بدأ كل واحد منا بالعمل على قصته التي يريد أن يرويها. أظن أنها أغنية صادقة، حيث أننا حاولنا إيصال المشاعر التي أحسسنا بها في خلال هذه الجائحة.

## الموسيقى والكلمات
تمت كتابة الأغنية بواسطة أعضاء بي تي اس جيهوب، آرإم وشوقا وآخرين، كريس جيمس ومنتج الأغنية بيدوغ. تم وصف الأغنية على أنها "أغنية سينثبوب وهيب هوب بديل مع لمسات من القيثارة الصوتية فيها ". الأغنية فيها سمات موسيقى الفولك وتُستعمل فيها آلات كالطبول من نوع Roland TR-808 بجانب عناصر الموسيقى الإلكترونية مع الأنغام الموسيقية فيها والألحان المُجردة والبسيطة المُرافَقة مع أصوات بي تي أس «المرنة» والمنسجمة وخصوصاً في المقطع الرئيسي. وُصفت كلمات الأغنية بأنها مُبهجة وتهدف لإيصال الأمل للمعجبين في خلال فترة جائحة كورونا، كما تمت مقارنة الأغنية بأغنية بي تي اس الأخرى «يوم ربيعي» التي تم إصدارها في 2017.

## الأداء التجاري
ترسمت «لايف قوز أون» في المركز الأول في مخطط بيلبورد هوت 100 في تاريخ 5 ديسمبر 2020، وبذلك أصبحت ثالث أغنية لبي تي اس تحتل المركز الأول في الولايات المتحدة بعد داينامايت و Savage Love في أكتوبر وذلك في خلال ثلاثة أشهر بالضبط. بي تي اس أصبحوا أسرع فنان يحصد 3 أغانٍ في المركز الأول في هذا المخطط في 42 عاماً منذ بي جيز الذين حصدوا 3 أغانٍ في المركز الأول في خلال شهرين و3 أسابيع بأغانيهم «ما هو مدى حبك» و«حمى الليل» و«البقاء على قيد الحياة» بين ديسمبر 1977 ومارس 1978. كما تصدرت الأغنية مخطط مبيعات الأغاني الرقمية ببيعها 150,000 وحدة (صافية) في أسبوعها الأول متضمنة 129,000 تحميلاً رقمياً و20,000 نسخة ماديّة. «لايف قوز أون» هي أول أغنية باللغة الكورية في التاريخ تتصدر مخطط بيلبورد هوت 100 كما أنها أول أغنية تُغنى غالبيتها في لغة غير إنجليزية تتصدر المخطط منذ ديسباسيتو في 2017. نزلت الأغنية للمركز 28 في الأسبوع التالي والمركز 93 في الأسبوع الثالث ثم غادرت المخطط.

## الفيديو الموسيقي
تم إصدار فيديو تشويقي للأغنية بطول 26 ثانية في يوتيوب على قناة بيغ هيت في 17 نوفمبر 2020  ثم أُصدر فيديو تشويقي آخر بطول 22 ثانية في اليوم التالي ، وأُصدر الفيديو الموسيقي الرسمي في 20 نوفمبر تزامناً مع إصدار الأغنية والألبوم. تم إخراج الفيديو الموسيقي بواسطة عضو بي تي أس جونقكوك.
في الفيديو، يمكن رؤية الأعضاء وهم يتجولون في منزلهم وكيف يقضون وقتهم، تايهيونغ يأخذهم بجولة في السيارة كما أنهم يشاهدون فيلماً مع بعضهم. ثم يؤدون الأغنية في ملعب فارغ.
فيديو «لايف قوز أون» الموسيقي أصبح خامس أكثر فيديو مشاهدةً في أول 24 ساعة من إصداره في يوتيوب حاصداً أكثر من 71 مليون مشاهدة. تم إصدار 3 نسخ إضافية للفيديو الموسيقي في الأسابيع التالية للإصدار مسمّاةً «على مخدتي»، "في الغابة " و"مثل السهم" في إشارة لكلمات الأغنية.

## الأداءات الحية
بي تي أس قاموا بأداء داينامايت ولايف قوز أون في 22 نوفمبر 2020 في حفل جوائز الموسيقى الأمريكية ثم أدوها في اليوم التالي في برنامج GMA وفي 24 نوفمبر في برنامج The Late Late Show مع جيمس كوردن.
ثم في 5 ديسمبر من نفس العام بي تي أس غنوا داينامايت، بلاك سوان، أون ولايف قوز أون في حفل جوائز ميلون الموسيقي. وفي ديسمبر 6 غنوا أون وداينامايت ولايف قوز أون في حفل جوائز إمنيت للموسيقى الآسيوية. وكان الأداء بواسطة ستة أعضاء من الفرقة مع تصوير مجسم لشوقا لأنه لم يكن بوسعه الحضور معهم، إذ كان يتعافى من جراحة أجراها في الكتف.
كما يوجد عدة أداءات أخرى للأغنية في عدة مناسبات، وأحدث أداء كان في حفل بي تي اس بعنوان Permission to Dance On Stage – LA في لوس أنجلوس في الولايات المتحدة في ملعب SoFi. وذلك على مدى أيام الحفل الأربعة في 27 و28 نوفمبر و1 و2 ديسمبر. ويمثل هذا الحفل أول أداء حي لبي تي اس أمام حضور فعلي بعد غياب سنتين منذ بداية وباء كوفيد 19 وبيعت تذاكر الحفل بالكامل وتُقدر بحوالي 200,000 تذكرة بالمجموع للأيام الأربعة. بي تي اس أصبحوا بذلك أول فنان في التاريخ يبيع تذاكر أربع حفلات بالكامل في ملعب SoFi كما سجلوا عائدات تقدر بحوالي 33.3 مليون دولار أمريكي من تلك الأيام الأربعة، وتلك أكبر نسبة عائدات مالية في هذا العقد وسادس أكبر نسبة عائدات في تاريخ الحفلات الموسيقية. بي تي اس غنوا «لايف قوز أون» إلى جانب قائمة أغانيهم الأخرى في كافة أيام الحفل لأكثر من 50,000 متفرج في كل يوم.

## الحقوق
الحقوق أدناه مأخوذة من بيغ هيت
- بي تي اس – غناء
  - جيهوب – كاتب
  - آرإم – كاتب
  - شوقا – كاتب
- بيدوغ – كاتب ومنتج
- Antonina Armato – كاتبة
- Ruuth – كاتب
- كريس جيمس – كاتب

## المخططات
المخططات أدناه مرتبة حسب الترتيب الهجائي

### المخططات الأسبوعية
| المخطط (2020-2021)                                           | أعلى مركز | المصدر |
| ------------------------------------------------------------ | --------- | ------ |
| أستراليا (أريا تشارتس)                                       | 27        | [ 34 ] |
| ألمانيا (جي إف كاي إنترتاينمنت تشارتس)                       | 37        | [ 35 ] |
| إسبانيا (برودوكوتوريس دي ميوزيكا دي إسبانيا)                 | 76        | [ 36 ] |
| إيرلندا (ترتيب أغاني أيرلندا)                                | 19        | [ 37 ] |
| إيطاليا (اتحاد صناعة الموسيقى الإيطالية)                     | 61        | [ 38 ] |
| اسكتلندا (شركة الجداول الرسمية)                              | 1         | [ 39 ] |
| الأرجنتين (Billboard Argentina)                              | 59        | [ 40 ] |
| التشيك (الاتحاد الدولي للصناعة الفونوغرافية)                 | 49        | [ 41 ] |
| السويد (سويرجتوبليستان)                                      | 87        | [ 42 ] |
| المكسيك (مخطط بيلبورد لتشغيلات الراديو - المكسيك)            | 50        | [ 43 ] |
| المكسيك (مخطط بيلبورد الإنجليزي لتشغيلات الراديو - المكسيك)  | 14        | [ 44 ] |
| النمسا (أو3 النمسا توب 40)                                   | 34        | [ 45 ] |
| الهند (IMI)                                                  | 20        | [ 46 ] |
| الولايات المتحدة / مخطط بيلبورد هوت 100                      | 1         | [ 40 ] |
| الولايات المتحدة / مخطط مبيعات الأغاني الرقمية (بيلبورد)     | 1         | [ 40 ] |
| الولايات المتحدة / مخطط رولينغ ستون                          | 11        | [ 47 ] |
| اليابان (Japan Hot 100)                                      | 10        | [ 48 ] |
| اليونان (الاتحاد الدولي للصناعة الفونوغرافية - اليونان)      | 20        | [ 49 ] |
| بلجيكا (أولتراتوب)                                           | 16        | [ 50 ] |
| سلوفاكيا (الاتحاد الدولي للصناعة الفونوغرافية)               | 30        | [ 41 ] |
| سنغافورة (الاتحاد الدولي للصناعة الفونوغرافية - سنغافورة)    | 1         | [ 51 ] |
| سويسرا (هيت باراد سويسرا)                                    | 23        | [ 52 ] |
| فرنسا (الاتحاد الوطني للنشر الفونوغرافي)                     | 80        | [ 53 ] |
| كندا (كاناديان هوت 100)                                      | 8         | [ 40 ] |
| كوريا الجنوبية (مخطط غاون)                                   | 3         | [ 54 ] |
| كوريا الجنوبية (K-pop Hot 100 - بيلبورد)                     | 2         | [ 55 ] |
| ليتوانيا (AGATA)                                             | 3         | [ 56 ] |
| ماليزيا (رابطة صناعة التسجيلات الماليزية)                    | 1         | [ 57 ] |
| مخطط المملكة المتحدة للأغاني المنفردة (شركة الجداول الرسمية) | 10        | [ 58 ] |
| مخطط بيلبورد العالمي 200                                     | 1         | [ 40 ] |
| مخطط مبيعات أوروبا الرقمية (بيلبورد)                         | 2         | [ 40 ] |
| نيوزيلندا (ريكورديد ميوزك إن زيت)                            | 33        | [ 59 ] |
| هنغاريا (اتحاد شركات التسجيلات المجرية)                      | 1         | [ 60 ] |
| هولندا (Dutch Single Top 100)                                | 71        | [ 61 ] |

### المخططات السنوية
| السنة | المخطط                                  | المركز | المصدر |
| ----- | --------------------------------------- | ------ | ------ |
| 2020  | هنغاريا (اتحاد شركات التسجيلات المجرية) | 83     | [ 62 ] |
| 2020  | كوريا الجنوبية (مخطط غاون)              | 188    | [ 54 ] |
| 2021  | اليابان (Japan Hot 100)                 | 61     | [ 63 ] |
| 2021  | مخطط بيلبورد العالمي 200 (بيلبورد)      | 133    | [ 64 ] |

## الجوائز
| السنة | الجهة               | الجائزة / الترشيح | فوز | المصدر |
| ----- | ------------------- | ----------------- | --- | ------ |
| 2021  | حفل جوائز مخطط غاون | أغنية السنة       |     | [ 65 ] |

| البرنامج          | الشبكة              | التاريخ        | المصدر |
| ----------------- | ------------------- | -------------- | ------ |
| شوو! أوماك جونشيم | مؤسسة منهوا للإذاعة | 28 نوفمبر 2020 | [ 66 ] |
| شوو! أوماك جونشيم | مؤسسة منهوا للإذاعة | 5 ديسمبر 2020  | [ 67 ] |
| شوو! أوماك جونشيم | مؤسسة منهوا للإذاعة | 12 ديسمبر 2020 | [ 68 ] |
| شوو! أوماك جونشيم | مؤسسة منهوا للإذاعة | 2 يناير 2021   | [ 69 ] |
| شوو! أوماك جونشيم | مؤسسة منهوا للإذاعة | 9 يناير 2021   | [ 70 ] |
| شوو! أوماك جونشيم | مؤسسة منهوا للإذاعة | 16 يناير 2021  | [ 71 ] |
| إنكيغايو          | نظام بث سول         | 29 نوفمبر 2020 | [ 72 ] |
| إنكيغايو          | نظام بث سول         | 6 ديسمبر 2020  | [ 73 ] |
| إنكيغايو          | نظام بث سول         | 13 ديسمبر 2020 | [ 74 ] |

| الجائزة           | التاريخ        | المصدر |
| ----------------- | -------------- | ------ |
| جائزة شعبية ميلون | 30 نوفمبر 2020 | [ 75 ] |
| جائزة شعبية ميلون | 7 ديسمبر 2020  | [ 75 ] |
| جائزة شعبية ميلون | 14 ديسمبر 2020 | [ 75 ] |
| جائزة شعبية ميلون | 21 ديسمبر 2020 | [ 75 ] |
| جائزة شعبية ميلون | 28 ديسمبر 2020 | [ 75 ] |

## المبيعات والشهادات
| المنطقة                 | الشهادة       | المبيعات / الوحدات | المصدر |
| ----------------------- | ------------- | ------------------ | ------ |
| الولايات المتحدة (RIAA) | أسطوانة ذهبية | 500,000 ‡          | [ 76 ] |
| اليابان (RIAJ)          | أسطوانة ذهبية | 50,000,000 †       | [ 77 ] |

## تاريخ الإصدار
| المنطقة          | التاريخ        | الصيغة              | الجهة    | المصدر |
| ---------------- | -------------- | ------------------- | -------- | ------ |
| عالمياً           | 20 نوفمبر 2020 | تحميل رقمي • استماع | بيغ هيت  | [ 3 ]  |
| الولايات المتحدة | 20 نوفمبر 2020 | قرص منفرد • كاسيت   | كولومبيا | [ 78 ] |